# بانک سرمایه‌گذاری کارنگی
بانک سرمایه‌گذاری کارنگی (انگلیسی: Carnegie Investment Bank) شرکت خدمات مالی و بانکداری سوئدی است، که در سال ۱۸۰۳ توسط دیوید کارنگی تأسیس شد.